# Ragnar Omtvedt

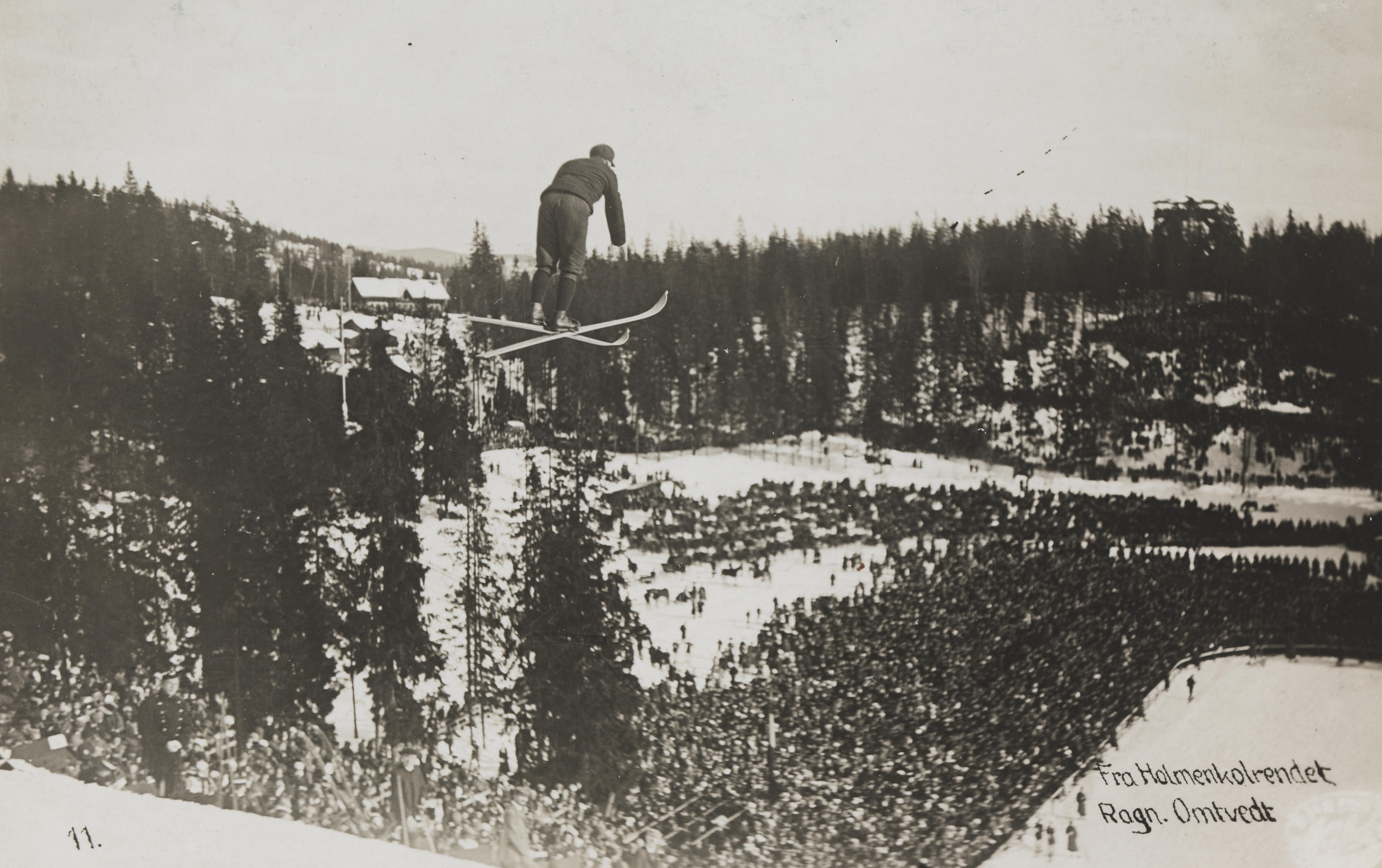
Omtvedt i Holmenkollen 1911.

Ragnar Omtvedt, född 18 februari 1890 i Oslo och död 31 mars 1975, var en amerikansk vinteridrottare som var aktiv inom nordisk kombination och längdskidor under 1920-talet. Han medverkade vid Olympiska vinterspelen 1924 i nordisk kombination, han bröt dock tävlingen. Han tävlade även i 18 km längdskidor under samma Olympiska vinterspel, hans placering blev trettifemte.